# Джалаир (Черноморский район)
Джалаи́р (укр. Джалаїр, крымскотат. Calayır, Джалайыр) — исчезнувшее село в Черноморском районе Республики Крым, располагавшееся на самом востоке района, у границы с Раздольненским районом, в Донузлавской балке степного Крыма, примерно в 3,7 километрах севернее современного села Ленское.

## История
Идентифицировать Джалаир среди, зачастую сильно искажённых, названий деревень в Камеральном Описании Крыма… 1784 года пока не удалось, вероятно, это Дюлхар Шейхелского кадылыка Козловскаго каймаканства. Видимо, во время присоединения Крыма к России (8) 19 апреля 1783 года, население деревни выехало в Турцию, поскольку в ревизских документах конца XVIII — первой половины XIX веков не встречается. После создания 8 (20) октября 1802 года Таврической губернии, Джалаир территориально находился в составе Яшпетской волости Евпаторийского уезда. Селение пустовало и лишь на картах 1836 и 1842 года обозначены развалины деревни Джалаир.
Видимо, к середине века какое-то население в Джалаире появилось, поскольку, согласно «Памятной книжке Таврической губернии за 1867 год», деревня, находившаяся после земской реформы Александра II в составе Курман-Аджинской волости, была покинута жителями вследствие эмиграции крымских татар, особенно массовой после Крымской войны 1853—1856 годов, в Турцию и вновь заселена татарами. По «Памятной книге Таврической губернии 1889 года», по результатам Х ревизии 1887 года, в деревне Джалаир числилось 10 дворов и 42 жителя. Согласно «…Памятной книжке Таврической губернии на 1892 год», в деревне Джелаир, входившей в Азгана-Карынский участок, было 14 жителей в 3 домохозяйствах. В дальнейшем в доступных источниках не встречается.